# Abd al-Karim al-Dżundi
Abd al-Karim al-Dżundi (ur. 1932 w As-Salamijji, zm. 2 marca 1969 w Damaszku) – syryjski wojskowy i polityk związany z partią Baas.

## Życiorys

### Wczesna działalność
Pochodził z rodziny ismailickiej z As-Salamijji. Wstąpił do wojska i został zawodowym wojskowym, należał do partii Baas. W 1960, stacjonując w Kairze razem z Salahem Dżadidem, Hafizem al-Asadem, Muhammadem Umranem i Ahmadem al-Mirem utworzył w Kairze tajny Komitet Wojskowy. Organizacja ta stawiała sobie za cel odtworzenie partii Baas, zwiększenie wpływów mniejszości religijnych ismailickiej i alawickiej (wywodzili się z niej Umrad, Dżadid i al-Asad), a w dalszej perspektywie obalenie kapitalizmu w Syrii i zastąpienie go arabskim socjalizmem. Komitet sympatyzował również z koncepcją jedności świata arabskiego. Wojskowi w tajemnicy propagowali w garnizonach taki program, jak również utrzymywali kontakty z dawnymi cywilnymi działaczami partii Baas.
W 1960, gdy unia z Egiptem stawała się w Syrii coraz bardziej niepopularna, za sprawą działalności zarządzającego nią z ramienia prezydenta Nasera marszałka Abd al-Hakima Amira oraz kierującego wywiadem pułkownika Abd al-Hamida as-Sarradża, oficerowie zrzeszeni w Komitecie Wojskowym zwrócili się do swoich przełożonych z prośbą o zgodę na powrót do Syrii. Nie uzyskawszy jej, próbowali uzyskać zezwolenie od samego Nasera, zwracając się do niego za pośrednictwem niektórych dawnych członków organizacji Wolnych Oficerów. Naser był już jednak wtedy przekonany, że najważniejszym zagrożeniem dla unii egipsko-syryjskiej są działacze partii Baas i nie wyraził zgody.

### Po zamachu stanu w 1966
Po zamachu stanu w Syrii w 1966, przeprowadzonym przez Dżadida i al-Asada, dzięki protekcji tego pierwszego al-Dżundi (który podobnie jak Dżadid reprezentował radykalnie lewicowe poglądy) objął tekę ministra reformy rolnej. Było to de facto jedno z najważniejszych stanowisk rządowych, ponieważ Dżadid, który objął w Syrii faktyczne rządy (bez obejmowania żadnego stanowiska osobiście) natychmiast przystąpił do wdrażania radykalnych reform społecznych i gospodarczych. Niwelowanie nierówności społecznych na wsi należało do najważniejszych celów jego polityki.
We wrześniu 1967 al-Dżundi stanął na czele syryjskich służb bezpieczeństwa (Biura Bezpieczeństwa Narodowego). Na tym stanowisku zasłynął z osobistego okrucieństwa i wrogości wobec sunnitów. Rozbudował sieć agenturalną, podległe mu służby regularnie zatrzymywały i więziły obywateli bez wyroku sądowego. Stał na czele komitetu, który w 1967 prowadził śledztwo w sprawie spisku wojskowych druzyjskich, kierowanego przez Salima Hatuma i wymierzonego w rządy Dżadida. W czasie śledztwa oficerowie podejrzewani o udział w konspiracji zostali poddani torturom.
Po klęsce Syrii w wojnie sześciodniowej w kierownictwie rządzącej partii Baas doszło do gwałtownych sporów. Część działaczy pragnęła usunąć z Przywództwa Regionalnego partii Hafiza al-Asada, ministra obrony, w znacznej mierze odpowiedzialnego za przegraną. O pozostaniu al-Asada w organach ścisłego zarządu partią zdecydował głos al-Dżundiego, który - choć był kandydatem do zajęcia miejsca al-Asada  - zagłosował przeciwko jego usuwaniu.

### Śmierć
W rywalizacji o władzę w Syrii między Dżadidem i al-Asadem al-Dżundi popierał tego pierwszego. Ponieważ sprawowana za pośrednictwem al-Dżundiego kontrola nad tajnymi służbami dawała Dżadidowi poważny atut w rywalizacji z al-Asadem, al-Asad postanowił doprowadzić do usunięcia go z polityki. W końcu lutego 1969 podległa wyłącznie partii jednostka paramilitarna Kompanie Obrony dowodzona przez brata Hafiza al-Asada, Rifata, aresztowała kolejno wszystkich kierowców al-Dżundiego. Ten doszedł wówczas do przekonania, że jego upadek jest bliski, a po usunięciu ze stanowiska czeka go proces, a być może także brutalne śledztwo. Nie mając środków na ucieczkę z kraju lub nie wyobrażając sobie życia poza Syrią al-Dżundi popełnił samobójstwo.
Został pochowany w rodzinnym mieście. Orszak pogrzebowy prowadził Salah Dżadid w towarzystwie premiera Jusufa Zu'ajjina oraz prezydenta Nur ad-Dina al-Atasiego.